# Inuit-jachtgebieden van Aasivissuit-Nipisat
Aasivissuit-Nipisat: jachtgebieden van de Inuit tussen ijs en zee is een cultuurlandschap en inschrijving op de UNESCO-Werelderfgoedlijst in het midden van westelijk Groenland. Het werd toegevoegd aan de Werelderfgoedlijst in 2018 en de site bewaart de archeologische overblijfselen van meer dan 4000 jaar bewoning en bevat goed bewaard gebleven bewijs van seizoensgebonden jagen en verzamelen. Overblijfselen uit de Saqqaq-, Dorset-, en Thuleculturen en sites uit de latere Inuit en koloniale tijdperk worden beschermd binnen de site.

## Beschrijving
De Werelderfgoedlocatie ligt net ten noorden van de poolcirkel in de gemeente Qeqqata, in het westen van Groenland. Het strekt zich uit over een 235 km lang transect dat oost-west loopt van het eiland Nipisat in de Straat Davis naar de Groenlandse ijskap.

## Archeologische vindplaatsen
Binnen het Werelderfgoedgebied bevinden zich 7 archeologische ruïnes en één hedendaagse nederzetting, die verschillende aspecten van de chronologische geschiedenis van de regio vertegenwoordigen en de verscheidenheid aan landtradities in Groenland laten zien die in de loop der tijd zijn ontstaan.
Aasivissuit ligt op de hoogvlakten aan de oostkant van het Werelderfgoedgebied. Er zijn bewijzen van bewoning die teruggaan tot 1250. Het was een belangrijk zomerkamp voor het Thulevolk in de 15e tot 19e eeuw. Er zijn overblijfselen van 22 tentplaatsen, een 3,9 km lange kariboedrift (de grootste in Groenland), stenen opslagplaatsen voor vlees en primitieve graven. Harpoenen, bijlen en ulos (een mes-scheermes combinatie gebruikt door Thulevrouwen) zijn ook blootgelegd op de site.
Itinnerup Tupersuai is een typisch voorbeeld van een Inuit zomerkamp uit de 18e en 19e eeuw. Dit kamp was waarschijnlijk een tussenstop tijdens de trek van de kust naar het binnenland tijdens het kariboejachtseizoen.
Saqqarliit werd in 1851 opgericht als vissersdorp en werd in 1961 verlaten. De huidige site bevat de ruïnes van de kapel en funderingen van vele andere koloniale gebouwen naast zowel christelijke als voorchristelijke begraafplaatsen.
Sarfannguit is de enige bewoonde nederzetting in het Werelderfgoedgebied. De stad, met 96 inwoners in 2020, werd gesticht in 1843 en bevat verschillende originele gebouwen uit de koloniale tijd.
Arajutsisut was een grote winternederzetting die gebruikt werd door het Thulevolk. Arajutsisut bevat de ruïnes van vijf gemeenschappelijke huizen uit de 17e en 18e eeuw. Deze huizen waren meestal 8-10 m lang en 4-5 m breed en boden plaats aan maximaal 30 personen. Elke familie verbleef in een gedeelte van 1-2 meter van het huis, gescheiden van andere families door scheidingswanden. Vier kleinere, rechthoekige winterhuizen en een rond huis uit de vroege Thule-periode bevinden zich ook op deze vindplaats.
Innap Nuua, ook een winternederzetting van de Thule, bevat drie grote, goed bewaard gebleven gemeenschappelijke huizen (waarvan er één 25 m lang is) naast oudere Thule-structuren, graven en bewijzen van extensieve visvangst en jacht.
Aan de westkant van de site bevat het eiland Nipisat uitzonderlijk goed bewaard gebleven artefacten van de Saqqaqcultuur, die in Groenland tussen 2500 en 800 v.Chr. bestond. Van 1989 tot 1994 werden bij een opgraving van de archeologische vindplaats op het eiland meer dan 70.000 botfragmenten van wilde dieren en 1000 artefacten van de Saqqaqcultuur gevonden.

## Geschiedenis
Het gebied werd met tussenpozen bewoond vanaf ongeveer 2000 v.Chr., met de komst van de Saqqaqcultuur aan de kust. Radiokoolstofdateringen op het eiland Nipisat suggereren dat het Saqqaqvolk tot ten minste 700 v.Chr. in deze regio verbleef, wat langer is dan waar ook in Groenland. Kort daarna bloeide de Dorsetcultuur op in de regio en trok verder landinwaarts. Tot in Aasivissuit suggereren kleine fragmenten van chalcedoon en botten dat het Dorsetvolk mogelijk tot aan de ijskap heeft gereisd. Rond 1100 n.Chr. migreerde het Thulevolk vanuit het noorden van Canada naar Groenland en de vroegste vermelding van Thule artefacten in het gebied dateert van ongeveer 1250 n.Chr. Het Thulevolk had een meer geavanceerd systeem van zeejacht (vaak met gebruik van hondenteams en kajaks) en migreerde per seizoen. In de winter verbleven ze in permanente stenen huizen aan de kust bij Innap Nuua en Arajutsisut, waar ze jaagden op zeezoogdieren en vis, en in de zomer trokken ze landinwaarts om op kariboes te jagen in tijdelijke zomerkampen (zoals Aasivissuit).
In de vroege jaren 1700 probeerden Deense kolonisten zich te vestigen op Nipisat, maar deze vestiging werd al snel verlaten. In de volgende eeuw werden er echter koloniale dorpen (zoals Saggarliit en Sarfannguit) in het gebied gesticht om de visserij en de handel in kariboehuiden te ondersteunen. Veel van deze dorpen werden verlaten als gevolg van hongersnood en verschillende epidemieën.
 Denemarken: Grafheuvels, runenstenen en kerk van Jelling · Kathedraal van Roskilde · Kasteel Kronborg · Waddenzee · Stevns Klint · Moravische kerknederzetting Christiansfeld · Par force-jachtlandschap in Noord-Seeland · Ringwalburchten uit de Vikingtijd

 Groenland: IJsfjord van Ilulissat · Kujataa: Noordse en Inuitlandbouw aan de rand van de ijskap · Inuit-jachtgebieden van Aasivissuit-Nipisat